# Thelypteris leoniae
Thelypteris leoniae är en kärrbräkenväxtart som beskrevs av Alan Reid Smith. Thelypteris leoniae ingår i släktet Thelypteris och familjen Thelypteridaceae. Inga underarter finns listade.